# Danh sách các tổng thống Ấn Độ
Tổng thống Ấn Độ là nguyên thủ quốc gia của Ấn Độ và tổng tư lệnh Lực lượng Vũ trang Ấn Độ. Vai trò của tổng thống phần lớn là mang tính lễ nghi, với quyền hành pháp thực sự được trao cho Hội đồng Bộ trưởng, do thủ tướng đứng đầu. Quyền hạn của tổng thống Ấn Độ có thể so sánh với quyền lực của quốc vương, vua hay nữ hoàng của Anh, Thiên hoàng. Tổng thống cũng được gọi là Rashtrapati.

## Lịch sử
Ấn Độ chính thức độc lập từ Vương quốc Liên hiệp Anh và Bắc Ireland vào ngày 15 tháng 8 năm 1947. Tuy nhiên, quốc gia này vẫn là một lãnh thổ thuộc Vương quốc Thịnh vượng chung và đã tiếp tục một mối quan hệ liên minh cá nhân với các quốc gia khác mà mỗi quốc gia xem cùng một người là vua và nguyên thủ quốc gia của họ. Quốc vương của Ấn Độ đã được đại diện bởi Toàn quyền Ấn Độ, ngày nay được bổ nhiệm bởi vua Anh quốc theo lời khuyên của Thủ tướng Ấn Độ, thay vì chính phủ Anh quốc.
Tuy nhiên, đã có một biện pháp tạm thời do sự tồn tại tiếp tục của một vị quốc vương chia sẻ ở trong chế độ chính trị Ấn Độ không được xem là phù hợp cho một quốc gia có chủ quyền thật sự. Toàn quyền đầu tiên của Ấn Độ, Lord Mountbatten, cũng là Tổng trấn Anh của Ấn Độ trước khi độc lập. Ông đã sớm giao quyền lực cho C. Rajagopalachari, người đã trở thành toàn quyền người Ấn Độ (và duy nhất). Trong lúc đó, Quốc hội Lập hiến do B. R. Ambedkar lãnh đạo đã sọan thảo một bản dự thảo hiến pháp Ấn Độ độc lập. Bản dự thảo này đã được hoàn tất vào ngày 26 tháng 11 năm 1949, và Hiến pháp đã được chính thức áp dụng ngày 26 tháng 1 năm 1950—một ngày có tầm quan trọng mang tính biểu tượng vì vào ngày 26 tháng 1 năm 1930, Đảng Quốc đại đã lần đầu phát hành lời kêu gọi độc lập hoàn toàn khỏi Anh quốc. Khi hiến pháp có hiệu lực, Toàn quyền và Quốc vương đã được thay thế bằng một vị tổng thống được bầu cử, với sự kiện Rajendra Prasad làm tổng thống đầu tiên của Ấn Độ.
Bước tiến này đã chấm dứt tình trạng của Ấn Độ là một Vương quốc thuộc Khối thịnh vượng chung, nhưng nước cộng hòa này vẫn ở trong Khối thịnh vượng chung Anh (Commonwealth of Nations). Nehru lập luận rằng một quốc gia nên được cho ở lại trong Khối thịnh vượng chung đơn giản bằng cách xem vua Anh như "Nguyên thủ Khối thịnh vượng chung" nhưng không nhất thiết phải là nguyên thủ quốc gia. Đây đã là một quyết định tiên phong đã đặt ra một tiền lệ trong nửa cuối của thế kỷ 20 cho nhiều thuộc địa Anh ở trong Khối thịnh vượng chung sau khi đã trở thành các nước cộng hòa mới độc lập.

## Danh sách các tổng thống của Ấn Độ

### Chính phủ lâm thời giành độc lập cho Ấn Độ
| # | Tên                              | Chân dung | Nhiệm kỳ | Nhiệm kỳ | Đảng phái chính trị | Phó chủ tịch                     |
| - | -------------------------------- | --------- | -------- | -------- | ------------------- | -------------------------------- |
| 1 | Mahendra Pratap                  |           | 1915     | 1919     |                     | Abdul Hafiz Mohamed Barakatullah |
| 2 | Abdul Hafiz Mohamed Barakatullah |           | 1919     | 1919     |                     | Mahendra Pratap                  |

### Chủ tịch Hội đồng điều hành
| # | Tên              | Chân dung | Nhiệm kỳ | Nhiệm kỳ | Đảng phái chính trị |
| - | ---------------- | --------- | -------- | -------- | ------------------- |
| 1 | Jawaharlal Nehru |           | 1928     | 1941     | Đảng Quốc Đại Ấn Độ |

### Chính phủ lâm thời Subhas Chandra Bose giành độc lập cho Ấn Độ
| #                        | Tên                      | Portrait                 | Nhiệm kỳ                 | Nhiệm kỳ                 | Đảng phái chính trị      | Phó tổng thống                                                                            |
| Chính phủ lâm thời Ấn Độ | Chính phủ lâm thời Ấn Độ | Chính phủ lâm thời Ấn Độ | Chính phủ lâm thời Ấn Độ | Chính phủ lâm thời Ấn Độ | Chính phủ lâm thời Ấn Độ | Chính phủ lâm thời Ấn Độ                                                                  |
| ------------------------ | ------------------------ | ------------------------ | ------------------------ | ------------------------ | ------------------------ | ----------------------------------------------------------------------------------------- |
| 1                        | Subhas Chandra Bose      |                          | 1941                     | 1945                     | India                    | Mohan Singh Và Iwaichi Fujiwara những người sáng lập của Quân đội quốc gia Ấn Độ đầu tiên |

### Chủ tịch Hội đồng điều hành
| # | Tên              | Chân dung | Nhiệm kỳ | Nhiệm kỳ             | Đảng phái chính trị |
| - | ---------------- | --------- | -------- | -------------------- | ------------------- |
| 1 | Jawaharlal Nehru |           | 1945     | Ngày 15 tháng 8 1947 | Đảng Quốc Đại Ấn Độ |

### Toàn quyền
| # | Toàn quyền (Sinh-Tử)                                   | Chân dung | Nhiệm kỳ             | Nhiệm kỳ             | Vua       | Thủ tướng |
| # | Toàn quyền (Sinh-Tử)                                   | Chân dung | Took office          | Left office          | Vua       | Thủ tướng |
| - | ------------------------------------------------------ | --------- | -------------------- | -------------------- | --------- | --------- |
| 1 | The Rt. Hon. The Earl Mountbatten of Burma (1900–1979) |           | Ngày 15 tháng 8 1947 | 21 tháng 6 1948      | George VI | Nehru     |
| 2 | Chakravarti Rajagopalachari (1878–1972)                |           | 21 tháng 6 1948      | Ngày 26 tháng 1 1950 | George VI | Nehru     |

### Tổng thống Ấn Độ (1950–nay)
| #                                                                                           | Tên                                      | Chân dung | Nhiệm kỳ             | Nhiệm kỳ                              | Đã bầu                        | Đảng phái chính trị   | Phó tổng thống                       | Ghi chú |
| ------------------------------------------------------------------------------------------- | ---------------------------------------- | --------- | -------------------- | ------------------------------------- | ----------------------------- | --------------------- | ------------------------------------ | ------- |
| 1                                                                                           | Rajendra Prasad (1884–1963)              |           | Ngày 26 tháng 1 1950 | Ngày 13 tháng 5 1962                  | 1950 1952 1955 1957 1959 1960 | Đảng Quốc đại Ấn Độ   | Sarvepalli Radhakrishnan             |         |
| 2                                                                                           | Sir Sarvepalli Radhakrishnan (1888–1975) |           | Ngày 13 tháng 5 1962 | Ngày 13 tháng 5 1967                  | 1962 1965                     | Độc lập               | Zakir Husain                         |         |
| 3                                                                                           | Zakir Husain (1897–1969)                 |           | Ngày 13 tháng 5 1967 | Ngày 3 tháng 5 1969 (died in office.) | 1967                          | ĐĐộc lập              | V. V. Giri                           |         |
| 4                                                                                           | V. V. Giri (1894–1980)                   |           | Ngày 3 tháng 5 1969  | Ngày 20 tháng 7 1969                  | 1969                          | Độc lập               | V. V. Giri                           |         |
| 5                                                                                           | Mohammad Hidayatullah (1905–1992)        |           | Ngày 20 tháng 7 1969 | 24 tháng 8 1969                       | 1969                          | Độc lập               | V. V. Giri                           |         |
| (4)                                                                                         | V. V. Giri (1894–1980)                   |           | 24 tháng 8 1969      | 24 tháng 8 1973                       | 1969                          | Độc lập               | Gopal Swarup Pathak                  |         |
| –                                                                                           | Gopal Swarup Pathak (1896–1982)          |           | 24 tháng 8 1973      | 24 tháng 8 1973                       | –                             | Độc lập               | Gopal Swarup Pathak                  |         |
| (4)                                                                                         | V. V. Giri (1894–1980)                   |           | 24 tháng 8 1973      | 24 Tháng tám 1974                     | –                             | ĐĐộc lập              | Gopal Swarup Pathak                  |         |
| 6                                                                                           | Fakhruddin Ali Ahmed (1905–1977)         |           | 24 Tháng tám 1974    | 11 Tháng hai 1977 (died in office.)   | 1974                          | Đảng Quốc Đại Ấn Độ   | Gopal Swarup Pathak B. D. Jatti      |         |
| 7                                                                                           | B. D. Jatti (1912–2002)                  |           | 11 Tháng hai 1977    | 25 Tháng bảy 1977                     | —                             | Đảng Quốc đại Ấn Độ   | B. D. Jatti                          |         |
| 8                                                                                           | Neelam Sanjiva Reddy (1913–1996)         |           | 25 Tháng bảy 1977    | 25 Tháng bảy 1982                     | 1977                          | Janata Party          | B. D. Jatti Mohammad Hidayatullah    |         |
| 9                                                                                           | Giani Zail Singh (1916–1994)             |           | 25 Tháng bảy 1982    | 25 Tháng bảy 1983                     | 1982                          | Đảng Quốc đại Ấn Độ   | Mohammad Hidayatullah                |         |
| (5)                                                                                         | Mohammad Hidayatullah (1905–1992)        |           | 25 Tháng bảy 1983    | 25 Tháng bảy 1983                     | —                             | Đảng Quốc đại Ấn Độ   | Mohammad Hidayatullah                |         |
| (9)                                                                                         | Giani Zail Singh (1916–1994)             |           | 25 Tháng bảy 1983    | 25 Tháng bảy 1984                     | —                             | Đảng Quốc đại Ấn Độ   | Mohammad Hidayatullah                |         |
| (5)                                                                                         | Mohammad Hidayatullah (1905–1992)        |           | 25 Tháng bảy 1984    | 25 Tháng bảy 1984                     | —                             | Đảng Quốc đại Ấn Độ   | Mohammad Hidayatullah                |         |
| (9)                                                                                         | Giani Zail Singh (1916–1994)             |           | 25 Tháng bảy 1984    | 25 Tháng bảy 1987                     | 1984                          | Đảng Quốc đại Ấn Độ   | Ramaswamy Venkataraman               |         |
| 10                                                                                          | R. Venkataraman (1910–2009)              |           | 25 Tháng bảy 1987    | 25 Tháng bảy 1992                     | 1987                          | Đảng Quốc đại Ấn Độ   | Shankar Dayal Sharma                 |         |
| 11                                                                                          | Shankar Dayal Sharma (1918–1999)         |           | 25 Tháng bảy 1992    | 25 Tháng bảy 1997                     | 1992                          | Đảng Quốc đại Ấn Độ   | K. R. Narayanan                      |         |
| 12                                                                                          | K. R. Narayanan (1920–2005)              |           | 25 Tháng bảy 1997    | 25 Tháng bảy 2000                     | 1997                          | Đảng Quốc đại Ấn Độ   | Krishan Kant                         |         |
| –                                                                                           | Krishan Kant (1927–2002)                 |           | 25 Tháng bảy 2000    | 25 Tháng bảy 2000                     | –                             | Đảng Quốc đại Ấn Độ   | Krishan Kant                         |         |
| (12)                                                                                        | K. R. Narayanan (1920–2005)              |           | 25 Tháng bảy 2000    | 25 Tháng bảy 2002                     | –                             | Đảng Quốc đại Ấn Độ   | Krishan Kant                         |         |
| 13                                                                                          | A. P. J. Abdul Kalam (1931–2015)         |           | 25 Tháng bảy 2002    | 25 Tháng bảy 2003                     | 2002                          | Độc lập               | Krishan Kant Bhairon Singh Shekhawat |         |
| –                                                                                           | Bhairon Singh Shekhawat (1923–2010)      |           | 25 Tháng bảy 2003    | 25 Tháng bảy 2003                     | –                             | Độc lập               | Bhairon Singh Shekhawat              |         |
| (13)                                                                                        | A. P. J. Abdul Kalam (1931–2015)         |           | 25 Tháng bảy 2003    | 25 Tháng bảy 2007                     | –                             | Độc lập               | Bhairon Singh Shekhawat              |         |
| 14                                                                                          | Pratibha Patil (1934–)                   |           | 25 Tháng bảy 2007    | 25 Tháng bảy 2010                     | 2007                          | Đảng Quốc đại Ấn Độ   | Mohammad Hamid Ansari                |         |
| –                                                                                           | Mohammad Hamid Ansari(1937–)             |           | 25 Tháng bảy 2010    | 25 Tháng bảy 2010                     | –                             | Đảng Quốc đại Ấn Độ   | Mohammad Hamid Ansari                |         |
| (14)                                                                                        | Pratibha Patil (1934–)                   |           | 25 Tháng bảy 2010    | 25 Tháng bảy 2012                     | –                             | Đảng Quốc đại Ấn Độ   | Mohammad Hamid Ansari                |         |
| 15                                                                                          | Pranab Mukherjee (1935–2020)             |           | 25 Tháng bảy 2012    | 25 Tháng bảy 2016                     | 2012                          | Đảng Quốc đại Ấn Độ   | Mohammad Hamid Ansari                |         |
| –                                                                                           | Mohammad Hamid Ansari(1937–)             |           | 25 Tháng bảy 2016    | 25 Tháng bảy 2016                     | –                             | Đảng Quốc đại Ấn Độ   | Mohammad Hamid Ansari                |         |
| (15)                                                                                        | Pranab Mukherjee (1935–2020)             |           | 25 Tháng bảy 2016    | 25 Tháng bảy 2017                     | –                             | Đảng Quốc đại Ấn Độ   | Mohammad Hamid Ansari                |         |
| 16                                                                                          | Ram Nath Kovind (1945–)                  |           | 25 Tháng bảy 2017    | 25 Tháng bảy 2018                     | 2017                          | Đảng Bharatiya Janata | Mohammad Hamid Ansari Venkaiah Naidu |         |
| _                                                                                           | M. Venkaiah Naidu (1949–)                |           | 25 Tháng bảy 2018    | 25 Tháng bảy 2018                     | –                             | Đảng Bharatiya Janata | Venkaiah Naidu                       |         |
| (16)                                                                                        | Ram Nath Kovind (1945–)                  |           | 25 Tháng bảy 2018    | 25 Tháng bảy 2022                     | –                             | Đảng Bharatiya Janata | Venkaiah Naidu                       |         |
| 17                                                                                          | Droupadi Murmu (1958-)                   |           | 25 Tháng bảy 2022    | 11 Tháng tám 2022                     | 2022                          | Đảng Bharatiya Janata | Venkaiah Naidu Jagdeep Dhankhar      |         |
| –                                                                                           | Jagdeep Dhankhar (1951–)                 |           | 11 Tháng tám 2022    | 11 tháng Támt 2022                    | –                             | Đảng Bharatiya Janata | Jagdeep Dhankhar                     |         |
| 17                                                                                          | Droupadi Murmu (1958-)                   |           | 11 Tháng tám 2022    | 25 Tháng bảy 2025                     | –                             | Đảng Bharatiya Janata | Jagdeep Dhankhar                     |         |
| 18                                                                                          | Narendra Modi(1950–)                     |           | 25 Tháng bảy 2025    | Người đương nhiệm                     | —                             | Đảng Bharatiya Janata | Jagdeep Dhankhar                     |         |
| Lực lượng vũ trang đã tiến hành đảo chính quân sự chống lại chính phủ và giành chính quyền. |                                          |           |                      |                                       |                               |                       |                                      |         |
| 19                                                                                          | Javed Khans (1996–)                      |           | 25 Tháng bảy 2025    | Người đương nhiệm                     | —                             | Quân sự               | Lực lượng vũ trang                   |         |